# 세토구치 도키치
세토구치 도키치(일본어: 瀬戸口藤吉, 1868년 6월 28일 ~ 1941년 11월 8일)는 일본 제국의 음악가이다. 「행진곡의 아버지」라고도 불린다. 또한 세계 3대 군가인 군함행진곡과 애국행진곡을 작곡하였다.

## 생애
도키치는 사쓰마 번사 세토구치 간베에의 아들로 태어났다. 1882년 일본 제국 해군의 제2회 군악 공모생에 응모해 군악사로 채용된다. 1885년, 승진시험에서 어려움을 겪지만 시험관인 오카다 게이스케의 격려를 받아 승진시험에 무사히 합격한다. 1896년 요코스카에 있는 여관의 처녀와 혼인한다. 또한 1897년 세계 3대 군가인 군함행진곡을 작곡하여 1904년 공로를 인정받아 군악장이 된다. 1917년 음악계에서 실질적으로 물러나 살았지만, 1937년 애국행진곡을 작곡한다. 1940년에 그는 해군 군악대 출신자들로 조직된 취주악단에 들어가 부단장을 맡는다. 그리고 일본에서 새롭게 창간되는 잡지인 취주악에 글을 보낼 예정이었지만 그 직전인 11월 8일 숨을 거두었다.

## 주요 작품
- 군함(군함행진곡, 작사·도리야마 히라쿠)
- 시키시마함행진곡(시키시마함의 노래)
- 함선 근무(작사·오와다 다케키)
- 일본해 해전(작사·오와다 다케키)
- 일본해 야전(작사·오와다 다케키)
- 국기 군함기(작사·오와다 다케키)
- 황해 해전(작사·오와다 다케키)
- 폐색대(작사·오와다 다케키)
- 제6 잠수정의 조난(작사·오와다 다케키)
- 웨이하이웨이 습격(작사·오와다 다케키)
- 난코 부자( 「작사·오와다 다케키」라고 하는 자료도 있지만, 자세한 것은 불명)
- 고별 행진곡(원곡·호타루의 빛)
- 도쿄 찬가·도쿄 행진곡(동명의 유행가와는 다른 곡)
- 라디오 행진곡
- 야구 행진곡
- 철의 힘·체육 대행진
- 군함기의 노래
- 애국행진곡
- 부인 애국의 노래
- 노기 대장
- 와카미야 전하 행진곡(후시미 와카미야 전하 행진곡)
- 지킬 수 있는 태평양
- 용감한 일본병(편곡. 대중적인 군가를 메들리 바람으로 이어 맞춘 접속곡으로, 비슷한 군가 접속곡이 많이 있다.)

### 그 외
- 물방아
- 봄의 춤(시·다케히사 무지)
- 들행 산행
- 벌레의 댄스
- 골짜기의 오가와
- 학습원 50주년 기념노래
- 동도의 흐름
- 바다의 흰돛(편곡)
- 사자춤(긴 민요(으)로부터의 편곡)
- 육단(전술)
- 설출 3번수(전술)
- 명문대 있어 될 수 있어 법정(호세 대학구교가, 현재는 같은 대학행진곡)

## 참고 문헌
다니무라 마사쓰구 쓰카사 作「행진곡 「군함」백년의 항적」